# Schiffmühle Orth an der Donau

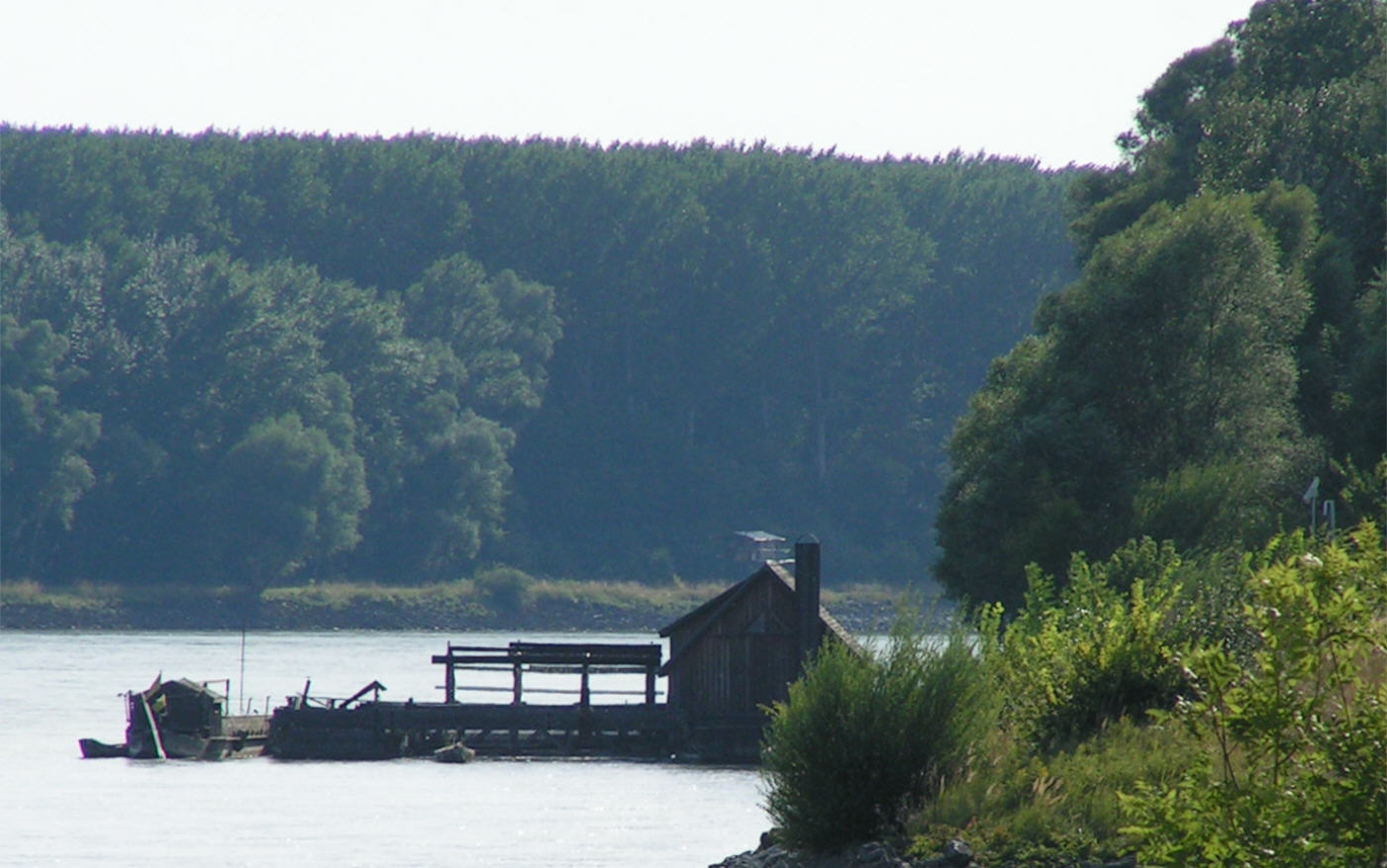
Schiffmühle, ehemalige Situierung in der Donau

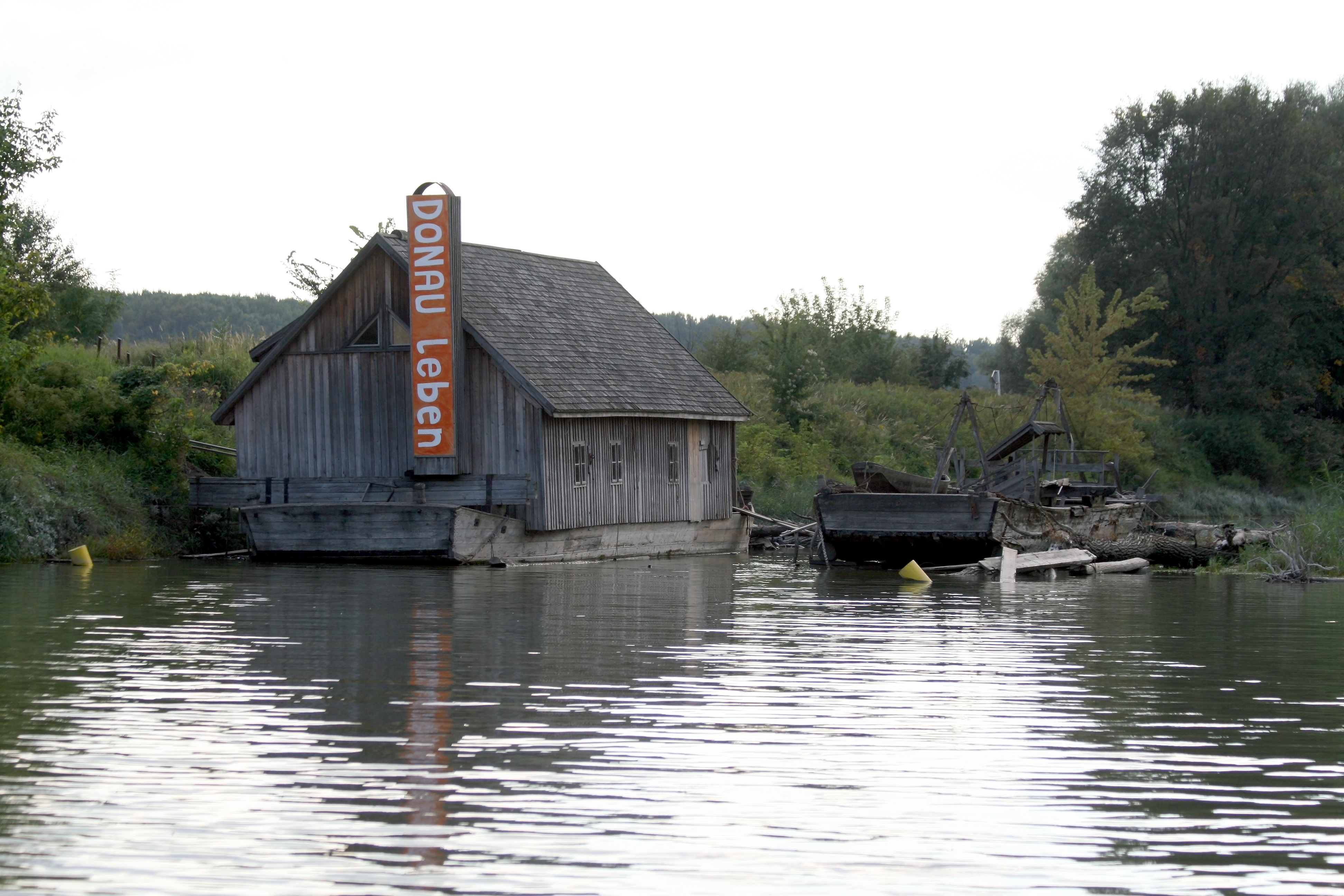
Mühlschiff ohne Wasserrad und Wellschiff, im Bootshafen

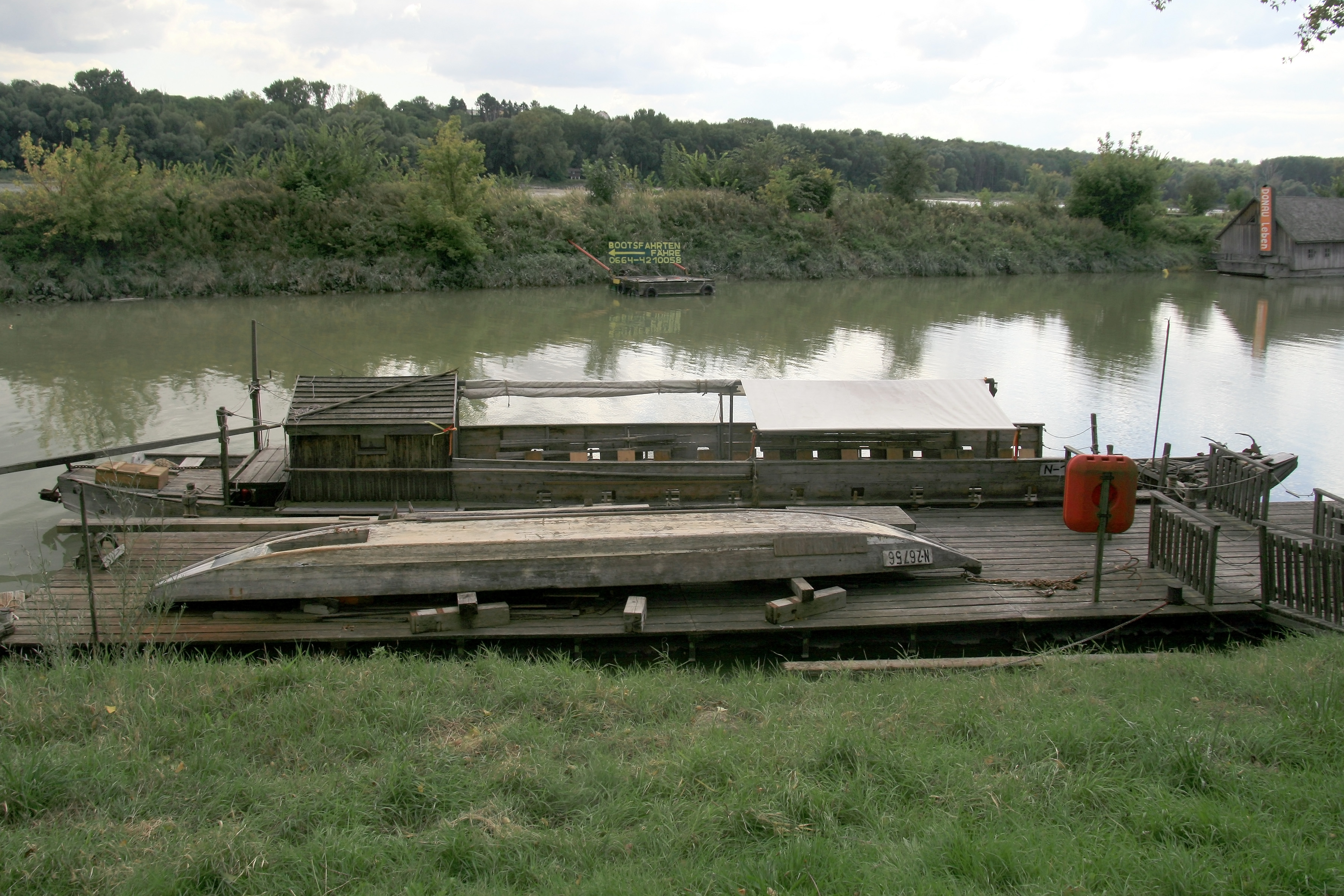
Tschaike, rechts hinten die Schiffmühle

Die Schiffmühle Orth an der Donau ist eine Schiffmühle an der Donau im Nationalpark Donau-Auen in der Gemeinde Orth an der Donau im Bezirk Gänserndorf in Niederösterreich. Die Schiffmühle ist ein Museum und kann bei Voranmeldung besichtigt werden und wird mit einer Tschaike angefahren.

## Geschichte
Die Schiffmühle wurde von 1998 bis 2001 mit Martin Zöberl und vier Zimmerern auf der Walz aus Hamburg erbaut.
Die Schiffmühle wurde am 5. Februar 2008 beschädigt und sank. In Folge wurden mit zahlreichen Helfern Rettungsmaßnahmen unternommen. Es wurde mit Zillen Hebekissen angefahren und im Wellschiff montiert. Schwimmpontons wurden unter dem Mühlschiff eingebracht und mit Luft gefüllt. Am 15. März 2008 stieg die Donau und das Mühlschiff kollidierte zusätzlich mit dem Ufer. Am 21. Juni 2008 war das Mühlschiff gehoben und neu abgedichtet und ausgepumpt, aber der Versuch scheiterte. Auch eine Generalprobe am 30. Juni missglückte. Letztlich wurden die Brücken und das Wasserrad zwischen Mühlschiff und Wellschiff abgetrennt und zumindest das Mühlschiff konnte in den Bootshafen gerettet werden.

## Filme
- charlieeleven, YouTube, Video (9:51), 20. Juni 2007: Schiffsmühle Orth an der Donau